# Пигалица-кузнец
Пигалица-кузнец (лат. Vanellus armatus) — вид птиц из семейства ржанковых.

## Распространение
Распространены от Кении и центральной Танзании на юг и юго-восток до южной оконечности африканского континента. В 1930-е птицы появились у южной оконечности Африки. Они увеличили свой ареал в местности, где строились дамбы и развивалось фермерство.

## Описание
Птица окрашена в белый, серый и чёрный цвета. Возможно, это предупреждение для хищников. Самцы и самки похожи, но последние в среднем крупнее и тяжелее.

## Биология
Питаются водными и наземными беспозвоночными. Покидают Замбию и Зимбабве в дождливые годы, чтобы вернуться в сухие. Гор избегают. Молодые птицы постепенно отделяются от родителей и больше не возвращаются в места своего детства.
МСОП присвоил виду охранный статус LC.